# Nematopsis theodori
Nematopsis theodori is een soort in de taxonomische indeling van de Myzozoa, een stam van microscopische parasitaire dieren. Het organisme komt uit het geslacht Nematopsis en behoort tot de familie Porosporidae. Nematopsis theodori werd in 1972 ontdekt door Vivares.